# Assalto ao quartel Moncada
A 26 de Julho de 1953, o jovem advogado Fidel Castro juntamente de outros 165 homens, entre eles Abel Santamaría[carece de fontes?] e seu irmão Raul Castro, executaram o assalto ao quartel-general de Moncada em Santiago de Cuba e ao quartel de Cespedes, na tentativa de tomar as bases dos quartéis, armar a população e de derrubar o governo de Fulgencio Batista.
A maioria dos homens de Fidel foram mortos. Capturado, Fidel Castro é julgado e condenado a 15 anos de prisão. Por ser advogado, pronuncia sua auto defesa diante do tribunal, que passará a ser conhecida como "A História me Absolverá", frase com a qual conclui sua auto defesa. Sai em liberdade, anistiado em 1955 e exila-se no México.
Volta a Cuba desta vez com Ernesto Che Guevara, Camilo Cienfuegos e Raul Castro, num total de 83 homens a bordo do iate Granma e inicia a guerrilha contra o regime desde Sierra Maestra, em 2 de Dezembro de 1956.
Inicia-se assim a Revolução Cubana que em 1 de Janeiro de 1959 triunfaria contra Batista e levaria posteriormente ao governo socialista de Fidel Castro.